# إدوارد توني غرين
إدوارد توني غرين (بالإنجليزية: Edward Tony Green)‏ هو عازف قيثارة أمريكي، ولد في 22 سبتمبر 1956.